# Unstruttal
Unstruttal is een gemeente in de Duitse deelstaat Thüringen, en maakt deel uit van de Unstrut-Hainich-Kreis.
Unstruttal telt 3.065 inwoners. De gemeente is vernoemd naar de Unstrut. Drie van de dorpen in de gemeente liggen aan die rivier.
De gemeente Unstruttal ontstond in 1995 toen zes tot dan zelfstandige gemeenten besloten tot een fusie. Dat waren de gemeenten:
- Ammern
- Dachrieden
- Eigenrode
- Horsmar
- Kaisershagen
- Reiser

Het gemeentebestuur zetelt in Ammern.
Anrode · Bad Langensalza · Bad Tennstedt · Ballhausen · Blankenburg · Bothenheilingen · Bruchstedt · Dünwald · Großvargula · Haussömmern · Herbsleben · Heroldishausen · Hornsömmern · Issersheilingen · Kammerforst · Kirchheilingen · Kleinwelsbach · Körner · Kutzleben · Marolterode · Menteroda · Mittelsömmern · Mühlhausen/Thüringen · Neunheilingen · Obermehler · Oppershausen · Rodeberg · Schlotheim · Schönstedt · Sundhausen · Tottleben · Unstruttal · Unstrut-Hainich · Urleben · Vogtei